# Кетіл Солвік-Ольсен
Кетіль Солвік-Ольсен (норв. Ketil Solvik-Olsen) — норвезький політик, міністр транспорту і зв'язку (з 2013 по 2018 рік), другий заступник керівника партії «Прогрес». Член норвезького парламенту з 2005 року від району Руґаланн.

## Раннє життя та освіта
Солвік-Ольсен народився і виріс у комуні Тіме, Руґаланн, у сім'ї бізнесмена Аксель Еміль Солвік-Ольсена та соціонома Беріти Лагерген. Після закінчення початкової школи Руґаланна він навчався в старшій середній школі Брайна, а згодом — в Міжнародному бакалавріаті в старшій середній школі Святого Олава в Ставангері з 1990 по 1992 рік.
З 1989 по 1990 роки він був студентом обміну у вищій школі Блісфілда, штат Мічиган. З 1994 по 1997 роки Кетіл вивчав політологію та соціальну економіку (summa cum laude) у Університеті Толедо, штат Огайо. Він прожив понад п'ять років у США, працюючи в Діснеї волонтером під час Олімпіади 1996 року в Атланті та стажистом у Сенаті Сполучених Штатів.

## Політична кар'єра

### Рання кар'єра
Солвік-Ольсен приєднався до молодіжного крила партії «Прогрес», коли йому було п'ятнадцять років у 1987 році. Він займав різні посади на місцевому рівні в рамках молодіжної організації з 1988 по 1992 рік. Спочатку він вступив у національну політику, працюючи політичним радником та помічником Ойвінда Ваксдала та Сіви Йенсен протягом п'яти років, перебравшись в Осло близько 1998 року.

### Кар'єра у парламенті
Незважаючи на те, що Кетіл був депутатом міської ради Осло, він ніколи раніше не був виборним чиновником, проте у 2005 році він був обраний у Стортинг від Руґаланну. Згором він був переобраний в 2009 році. Під час роботи у парламенті, був членом Постійного комітету з питань енергетики та навколишнього середовища з 2005 по 2011 рік та членом делегації Генеральної Асамблеї Організації Об'єднаних Націй з 2011 року.
Солвік-Олсен оголосив у 2012 році, що не буде повторно висуватись на парламентські вибори 2013 року через сімейні проблеми.
У 2013 році Солвік-Олсен був обраний другим заступником керівника партії «Прогрес».

### На посаді міністра транспорту і зв'язку
Після виборів 2013 року Солвік-Олсен був призначений міністром транспорту в кабінеті Ерни Сольберг.
Перед тим, як зайняти посаду, Партія прогресу оголосила, що зменшить кількість оплачуваних доріг, і це, як очікується, буде однією з найважливіших реформ. Незважаючи на негайний початок демонтажу деяких існуючих митних кабін та скасування деяких запланованих платних проектів, серед основного електорату його партії винико розчарування щодо повільних темпів реформи.

## Політичні погляди
Солвік-Ольсен заявив, що вважає, що Норвегія потребує «прагматичного лібералізму». Він був відзначений як критик державної екологічної політики, стверджуючи, що вона заснована на «політиці символів» та нереалістичних амбітних цілях, замість того щоб зосередитись на пошуку найкращих варіантів для її реалізації. Він сказав, що він притримується соціального консерватизму, хоча він є ліберальним щодо того, як інші люди прагнуть жити своїм життям.
Він заявив, що Рональд Рейган є його найвищим політичним героєм, хоча у нього також є фотографії Мартіна Лютера Кінга молодшого та Джона Ф. Кеннеді, що прикрашають його дім.